# Ревва, Александр Владимирович
Алекса́ндр Влади́мирович Ре́вва (укр. Олександр Володимирович Ревва, род. 10 сентября 1974, Донецк, Украинская ССР, СССР), также известный как Арту́р Пирожко́в, — российский актёр кино, озвучивания и дубляжа, продюсер, комик, шоумен, телеведущий, певец. Бывший участник команды КВН «Утомлённые солнцем», а также юмористического шоу «Comedy Club» на телеканале «ТНТ».

## Биография
Родился 10 сентября 1974 года в Донецке. По собственному утверждению, озвученному в программе «Пока все дома», фамилия Ревва — искусственная. Его предки, которые проживали в Эстонии и имели фамилию Эррва, мигрировали в Украину, где поменяли фамилию на Ревва.
В школьные годы участвовал в кружке самодеятельности.
Окончил техникум промышленной автоматики, затем — факультет менеджмента Донецкого государственного университета управления.
Работал на шахте электрослесарем.
С 1995 года был участником команды КВН ДонГАУ из Донецка, с 2000 года — участником команды КВН «Утомлённые солнцем» из Сочи.
С 2006 по 2013 год был участником московского «Comedy Club», в 2015 году вернулся в программу. В «Comedy Club» выступает с Тимуром Батрутдиновым, Гариком Мартиросяном, Павлом Волей и Гариком «Бульдогом» Харламовым, а также с одиночными миниатюрами.
С 2006 по 2007 год был участником украинской версии юмористического шоу «Comedy Club Ukraine» (Интер, К1, 1+1).
В 2007 году был ведущим музыкально-развлекательной программы «С днём рождения!» на НТВ.
Вместе с Андреем Рожковым вёл программу НТВ «Ты смешной!» под псевдонимом Артур Пирожков.
25 декабря 2010 года состоялось открытие совместного проекта ресторатора Дмитрия Орлинского и Александра Реввы — «Spaghetteria», расположившегося в двухэтажном особняке вблизи Тверской улицы.
С 31 августа по 5 октября 2012 года был ведущим украинского юмористического шоу «Добрый вечер» на телеканале «1+1».

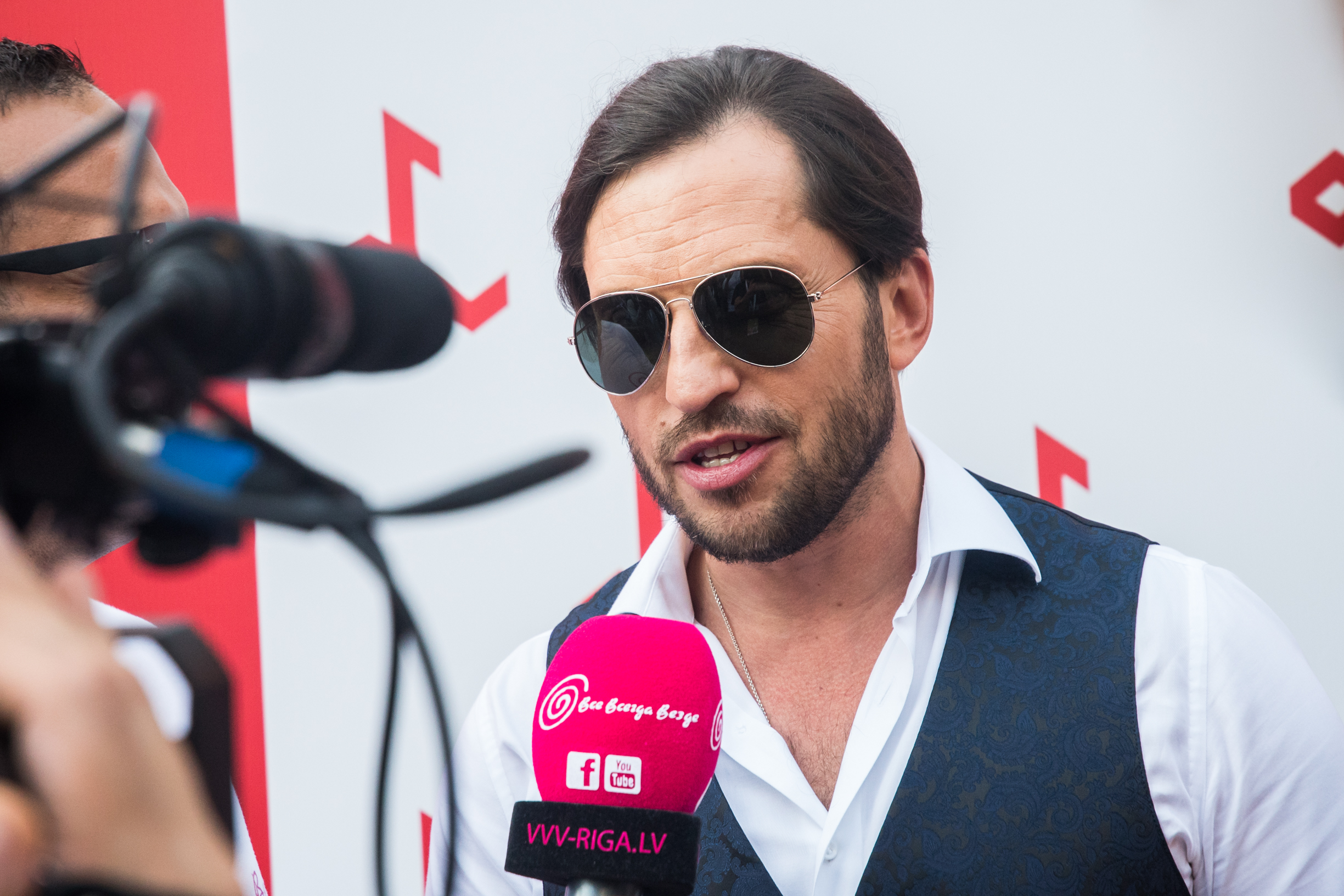
Александр Ревва на Laima Rendezvous Jurmala 2017

С 3 марта по 26 мая 2013 года являлся одним из членов жюри программы Первого канала «Один в один!». С 3 ноября 2013 года по 26 января 2014 года, также на Первом канале, вёл шоу «Повтори!».
С 2014 года был продюсером анимационного сериала «Колобанга» из города Орска. Премьера состоялась 19 октября 2015 года на СТС.
В декабре 2017 года стал ведущим «звёздного» выпуска тревел-шоу «Орёл и решка».
С мая 2018 года снимался в рекламных роликах бренда «Билайн».
В феврале 2021 года был пятым членом жюри во втором сезоне музыкально-развлекательного шоу «Маска» на НТВ. Позднее, в 2025 году он принимал участие в шестом сезоне шоу, выступая в образе Цыплёнка и в выпуске от 9 марта 2025 года, был разоблачён, хотя никто из жюри не угадал его.

## Гражданская позиция
После начала войны на востоке Украины в 2014 году отказался посещать Донецк, в котором остался жить его отец. После начала крупномасштабных военных действий на Украине 24 февраля 2022 года, разместил в Instagram фото с призывом остановить военные действия. Из-за своей антивоенной позиции поссорился с отцом, активно поддерживающим военные действия. В мае 2025 стало известно, что певец получил российское гражданство.

## Личная жизнь
Женат с апреля 2007 года. Жена Анжелика, дочери Алиса и Амели.

## Фильмография

### Актёр
- 2011 — Люди Хэ — Властелин Кольцов
- 2012 — Ржевский против Наполеона — конюх
- 2013 — Дублёр — Игорь Успенский / Михаил Стасов / Севастьян Васильков
- 2013 — Одноклассники.ru: НаCLICKай удачу — бомж в парке
- 2013 — Волшебный кубок Роррима Бо 3D — садовник
- 2013 — Зайцев+1 — Сергей Мавроди
- 2014 — Лёгок на помине — лодочник Лёня
- 2014 — Смешанные чувства — Фил
- 2015 — Ставка на любовь — игрок в покер
- 2015 — 3+3
- 2015 — 30 свиданий — Купидон
- 2016 — Суперплохие — дядя Витя
- 2017 — Яна+Янко — Евгений
- 2017 — Бабушка лёгкого поведения — Саня «Трансформер» / Александра Павловна Фишман
- 2018 — Улётный экипаж — Артур
- 2018 — Zомбоящик — клоун Клёпа / зовущий Бога / учёный-еретик / джинн
- 2019 — Бабушка лёгкого поведения 2. Престарелые Мстители — Саня «Трансформер» / Александра Павловна Фишман
- 2021 — Чумовой Новый год!
- 2021 — Прабабушка лёгкого поведения. Начало — Вова Рубинштейн / Луиза Карповна
- 2021 — короткометражный фильм Ich Hasse Kinder, выпущенный по мотивам одноимённого клипа объединения Lindemann — следователь

### Телепроекты
- 2010 — «Новый год по-нашему!» (СТС) — цыган Яшка

### Киножурнал «Ералаш»
- 2009 — Выпуск № 229 (сюжет «Робот-учитель»)[25] — Киборг Файлович (УР-125), робот-учитель
- 2010 — Выпуск № 248 (сюжет «На разных языках»)[26] — психолог
- 2017 — Выпуск № 324 (сюжет «Круговорот»)[27] — камео

### Продюсер
- 2010 — Цветок дьявола
- 2015 — Колобанга
- 2017 — Бабушка лёгкого поведения
- 2019 — Бабушка лёгкого поведения 2. Престарелые мстители
- 2021 — Прабабушка лёгкого поведения. Начало

### Сценарист
- 2017 — Бабушка лёгкого поведения
- 2019 — Бабушка лёгкого поведения 2. Престарелые мстители
- 2021 — Прабабушка лёгкого поведения. Начало

### Актёр дубляжа
- 2008 — Хортон — стервятник Влад Владиков
- 2009 — Монстры против пришельцев — доктор Таракан
- 2009 — Большой отрыв Б.О.Б.а — доктор Таракан
- 2011 — Гномео и Джульетта — оленёнок[28]
- 2012 — Железяки — Зелёный Здоровяк / Тосакан / Равана
- 2014 — Лего. Фильм — президент Бизнес / лорд Бизнес
- 2014 — Хранитель Луны — Сохон
- 2016 — Angry Birds в кино — могучий орёл[29]
- 2017 — Лего Фильм: Бэтмен — Джокер
- 2019 — Angry Birds 2 в кино — могучий орёл
- 2020 — Пушистые мошенники — Лупа

### Озвучивание мультфильмов
- 2008 — Про Федота-стрельца, удалого молодца — Баба Яга
- 2008 — Приключения Алёнушки и Ерёмы — Воевода; Конь; Ёж
- 2009 — Новые приключения Алёнушки и Ерёмы — Воевода; Конь; Ёж; Китайский император
- 2014 — Попугай Club — Эдуард Чайкин
- 2017 — Колобанга. Привет, Интернет! — бабушка, Майдум

## Сценические образы в Comedy Club
- Артур Пирожков — донжуан, культурист, певец и танцор. Появление: 4-7 сезоны (номера), 12-19 сезоны (в качестве певца); в «Я не Андрей» (2018);
- Зинаида Кузьминична — бабушка со скрипучим голосом (2-5, 12 сезон); первоначально образ «Кузьминичны» появился на радио «Класс» в Донецке в 1995 году, пользовался большим успехом у слушателей и желанием узнать лично, кто эта «бабушка»;
- Алексей Новацкий — нищий фокусник с бестолковыми, но смешными трюками (1, 4-7 сезоны);
- Вячеслав Столешников — неудачливый певец (18 сезон);
- Дон Дигидон — глава итальянской мафии (6-8 сезон);
- Супер Стас-фитнес-тренер (7-8 сезон);

## Дискография Артура Пирожкова

### Студийные альбомы
| №                   | Название                        | Длительность |
| ------------------- | ------------------------------- | ------------ |
| 1.                  | «Пэрэдайс»                      | 3:42         |
| 2.                  | «Плачь, детка!»                 | 2:58         |
| 3.                  | «Красивая песня»                | 3:29         |
| 4.                  | «Я не умею танцевать»           | 4:03         |
| 5.                  | «Любовь»                        | 3:31         |
| 6.                  | «Лучший спорт»                  | 3:10         |
| 7.                  | «Luna» (feat. Вера Брежнева)    | 3:35         |
| 8.                  | «Я - Звезда!»                   | 3:22         |
| 9.                  | «На лету лето» (feat. Турецкий) | 1:23         |
| 10.                 | «Совокупление»                  | 4:27         |
| 11.                 | «Любовь» (Dance Version)        | 3:31         |
| 12.                 | «Я - Звезда!» (Dance Version)   | 5:07         |
| 13.                 | «Плачь, детка!» (Dance Version) | 3:46         |
| 14.                 | «Пэрэдайс» (Dance Version)      | 3:46         |
| Общая длительность: | Общая длительность:             | 47:10        |

| №                   | Название                                    | Длительность |
| ------------------- | ------------------------------------------- | ------------ |
| 1.                  | «Летим со мной»                             | 3:47         |
| 2.                  | «Чужая»                                     | 3:16         |
| 3.                  | «Кукла»                                     | 2:59         |
| 4.                  | «Она решила сдаться»                        | 3:27         |
| 5.                  | «Красивая песня»                            | 3:28         |
| 6.                  | «Музыки не слышно»                          | 3:23         |
| 7.                  | «Люби меня»                                 | 2:40         |
| 8.                  | «Моя звезда»                                | 3:12         |
| 9.                  | «Запутался»                                 | 3:38         |
| 10.                 | «Ну и что» (Cover Version)                  | 4:32         |
| 11.                 | «Понарошку» (Cover Version)                 | 3:45         |
| 12.                 | «Ты моей никогда не будешь» (Cover Version) | 2:52         |
| Общая длительность: | Общая длительность:                         | 34:72        |

| №                   | Название                | Длительность |
| ------------------- | ----------------------- | ------------ |
| 1.                  | «Alarm»                 | 3:12         |
| 2.                  | «Делай всё»             | 2:53         |
| 3.                  | «Мёд» (совм. с Хабибом) | 2:10         |
| 4.                  | «Охота»                 | 3:02         |
| 5.                  | «Хорош»                 | 3:53         |
| 6.                  | «Горько»                | 3:12         |
| 7.                  | «Тёплое море»           | 2:55         |
| 8.                  | «Она одна»              | 3:09         |
| 9.                  | «Анжелика»              | 3:49         |
| Общая длительность: | Общая длительность:     | 26:55        |

### Официальные синглы
| Год  | Название                                | Альбом      |
| ---- | --------------------------------------- | ----------- |
| 2009 | «Пэрэдайс»                              | Любовь      |
| 2010 | «Революция» (совместно с Quest Pistols) | без альбома |
| 2011 | «Плачь, детка»                          | Любовь      |
| 2012 | «Красивая песня»                        | Любовь      |
| 2013 | «Я — Звезда!»                           | Любовь      |
| 2014 | «Luna» (feat. Вера Брежнева)            | Любовь      |
| 2014 | «Не плачь, девчонка»                    | без альбома |
| 2015 | «Любовь»                                | Любовь      |
| 2015 | «На лету лето»                          | Любовь      |
| 2016 | «Я буду помнить»                        | без альбома |
| 2016 | «#КакЧелентано»                         | без альбома |
| 2017 | «Либо Любовь»                           | без альбома |
| 2018 | «Чика»                                  | без альбома |
| 2018 | «Запутался»                             | Всё о любви |
| 2019 | «Моя богиня» (совместно с DONI)         | без альбома |
| 2019 | «Зацепила»                              | без альбома |
| 2019 | «#Алкоголичка»                          | без альбома |
| 2019 | «Она решила сдаться»                    | Всё о любви |
| 2020 | «Летим со мной»                         | Всё о любви |
| 2020 | «#ПеретанцуйМеня»                       | без альбома |
| 2020 | «#туДЫМ-сюДЫМ»                          | без альбома |
| 2021 | «Деньги»                                | без альбома |
| 2021 | «Летом на фиесте»                       | без альбома |
| 2021 | «Хочешь» (совместно с Клавой Кокой)     | без альбома |
| 2022 | «Старая знакомая»                       | без альбома |
| 2023 | «Клеимся»                               | без альбома |
| 2024 | «Мёд» (совместно с Хабибом)             | Это игра    |
| 2024 | «Она одна»                              | Это игра    |
| 2024 | «Горько»                                | Это игра    |
| 2024 | «Делай всё»                             | Это игра    |
| 2025 | «Само собой»                            | без альбома |
| 2025 | «Я твой Мужчина»                        | без альбома |

### Промо-синглы / другие песни
| Год  | Название                        | Альбом                              |
| ---- | ------------------------------- | ----------------------------------- |
| 2012 | «Я не умею танцевать»           | Любовь                              |
| 2018 | «Я не Андрей»                   | без альбома                         |
| 2021 | «Dancing All Through The Night» | без альбома                         |
| 2021 | «Задыхаюсь»                     | 13 друзей Билана (альбом Д. Билана) |
| 2022 | «Красивое тело»                 | без альбома                         |
| 2023 | «Девочка на танцах»             | без альбома                         |
| 2023 | «Позитив»                       | без альбома                         |
| 2023 | «Ты не моя»                     | без альбома                         |
| 2023 | «Охота»                         | Это игра                            |
| 2023 | «Девочка хочет»                 | без альбома                         |

## Видеоклипы
| Год                                  | Название                                    | Режиссёр                          | Альбом      |
| ------------------------------------ | ------------------------------------------- | --------------------------------- | ----------- |
| 2009                                 | «Пэрэдайс»                                  | Дмитрий Менялин                   | Любовь      |
| 2010                                 | «Революция» (при уч. Quest Pistols)         | Юрий Бардаш                       | без альбома |
| 2011                                 | «Плачь, детка»                              | Дмитрий Менялин                   | Любовь      |
| 2012                                 | «Красивая песня»                            | Дмитрий Менялин                   | Любовь      |
| 2013                                 | «Я-Звезда!»                                 | Дмитрий Менялин                   | Любовь      |
| 2014                                 | «Luna» (при уч. Вера Брежнева)              | Александр Ревва, Бернард Сальзман | Любовь      |
| 2014                                 | «Не плачь, девчонка»                        | Дмитрий Менялин                   | Любовь      |
| 2015                                 | «Любовь»                                    | Дмитрий Менялин                   | Любовь      |
| 2015                                 | «На лету лето»                              | Дмитрий Менялин                   | Любовь      |
| 2016                                 | «Я буду помнить»                            | Алан Бадоев                       | без альбома |
| 2016                                 | «#КакЧелентано»                             | Serghey Grey                      | без альбома |
| 2017                                 | «Либо любовь»                               | Serghey Grey                      | без альбома |
| 2018                                 | «Чика»                                      | Алексей Голубев                   | без альбома |
| 2018                                 | «Запутался»                                 | Алан Бадоев                       | Всё о любви |
| 2019                                 | «Моя богиня» (при уч. Doni)                 | Serghey Grey                      | без альбома |
| 2019                                 | «Зацепила»                                  | Serghey Grey                      | без альбома |
| 2019                                 | «Алкоголичка»                               | Serghey Grey                      | без альбома |
| 2019                                 | «Она решила сдаться»                        | Serghey Gray, Александр Ревва     | Всё о любви |
| 2020                                 | «Летим со мной»                             | Филипп Ли                         | Всё о любви |
| 2020                                 | «Перетанцуй меня»                           | Serghey Grey                      | без альбома |
| 2020                                 | «#туДЫМ-сюДЫМ»                              | Serghey Grey                      | без альбома |
| 2021                                 | «Деньги»                                    | Serghey Grey, Александр Ревва     | без альбома |
| 2021                                 | «Летом на фиесте»                           | Serghey Grey                      | без альбома |
| 2022                                 | «Хочешь» (при уч. Клавы Коки)               | Serghey Grey                      | без альбома |
| 2022                                 | «Старая знакомая»                           | Serghey Grey                      | без альбома |
| 2023                                 | «Клеимся»                                   | не указан                         | без альбома |
| 2024                                 | «Мёд» (при уч. Хабиба)                      | GEX                               | Это игра    |
| 2024                                 | «Она одна»                                  | Serghey Grey                      | Это игра    |
| 2024                                 | «Горько»                                    | Serghey Grey                      | Это игра    |
| 2024                                 | «Делай всё»                                 | GEX                               | Это игра    |
| 2025                                 | «Само собой»                                | Александр Игудин                  | без альбома |
| 2025                                 | «Я твой мужчина»                            | Serghey Grey, Дмитрий Меняйло     | без альбома |
| Участие в клипах других исполнителей |                                             |                                   |             |
| 2016                                 | «Мага» (клип Тимати)                        | Павел Худяков и Корнелия Поляк    | Олимп       |
| 2020                                 | «Давай останемся дома» (клип Ольги Бузовой) | не указан                         | без альбома |
| 2021                                 | «Ich hasse Kinder» (клип Тилля Линдеманна)  | Serghey Grey                      | без альбома |

## Золотой граммофон
- 2017 — «#какчелентано»
- 2018 — «Чика»
- 2019 — «Зацепила»
- 2020 — «Она решила сдаться»
- 2020 — «#ПеретанцуйМеня»
- 2024 — «Мёд» (дуэт с Хабибом)
- 2025 — «Само Собой»

## Песня года
- 2018 — «Чика»
- 2019 — «Зацепила»
- 2020 — «Перетанцуй Меня»
- 2021 — «Летом на фиесте»
- 2022 — «Хочешь» (дуэт с Клавой Кокой)
- 2022 — «Красивое тело»
- 2023 — «Девочка На Танцах»
- 2024 — «Мёд» (дуэт с Хабибом)

### Комментарии
1. ↑  Под сценическим именем Артур Пирожков выступает как певец.